# Al Quba
Al Quba, Al Qubbah o El Gubba (en árabe: القبة‎) es una ciudad ubicada en el este de Libia. Fue la capital del distrito de Al Quba, que desde 2007 es parte del distrito de Derna.
Con una población de 24.631 hacia 2006, siendo la ciudad más importante entre Al Baida y Derna.

## Residentes notables
Aguilah Issa, nacido en Al Quba, es el presidente de Libia desde agosto de 2014.
El 20 de febrero de 2015 un grupo de hombres leales al Estado Islámico detonaron tres bombas en Al Quba apuntando a una gasolinera, una estación de policía, y la casa del presidente de Issa. Estos ataques dejaron 40 fallecidos.